# Soulwax
Soulwax — електро група з міста Гент, Бельгія.
Зосереджена на двох братах: Давида і Стівена Дюваля. Інші учасники Ігор Кавалера та Стефан Ван Левен. Обидва, можливо, краще знані завдяки їхньому вкладу в жанр мешап під іменами Flying Dewaele Brothers і 2 many DJs та збірці міксів As Heard On Radio Soulwax (альбом As Heard On Radio Soulwax Pt.2 був названий New York Times кращим музичним популярним альбом 2002 року). Брати Дювалі також випустили декілька визначних альбомів під прізвиськом «Soulwax», а саме Leave The Story Untold (1996), Much Against Everyone's Advice (1998) (після якого брати запустили проєкт 2manydjs), Any Minute Now (2004), Nite Versions (2005) та Most of the Remixes (2007). Зміксували ігрове радіо для гри GTA V. Останні альбоми FROM DEEWEE (2017) та Essential (2018) який був зміксований за два тижні спеціально для радіо програми BBC Essential Mix.

## Кар'єра
У 2004 альбом Any Minute Now випустив 3 сингли «E Talking», «NY Excuse» та трек з назвою альбому. Музикальне відео «E Talking» було суперечливе і обмежене до показу на телебаченні тільки у час для дорослих. У відео показаний нічний клуб у якому всі знаходяться під різними наркотиками, перераховані текстом на екрані від А до Я.
Група випустила чималу кількість офіційних та неофіційних реміксів, серед яких «Daft Punk Is Playing At My House» та «Get Innocuous!» від LCD Soundsystem, «Robot Rock» від Daft Punk та «DARE» від Gorillaz.
Альбом Nite Versions (2005) містить зміксовані пісні з альбому Any Minute Now.
2006 року спродюсували 5 пісень для альбому Tiga.
2007 року спродюсували ремікси пісень «Gravity's Rainbow» від Klaxons та «Phantom Pt. II» від Justice. Ходили чутки про ремікси на пісні «Ice Cream» від New Young Pony Club та «Pogo» від Digitalism, але випущено їх не було.
У 2008 було випущено концертний фільм під назвою Part of the Weekend Never Dies у якому бельгійська група їздить по всесвітньому турі.
Soulwax під прізвиськом 2manydjs були хедлайнерами власного намету «Radio Soulwax» на Rock Ness Festival 9 червня 2007. А у грудні приймали грандіозну різдвяну вечірку Soulwax-masy у Flanders Expo, з такими гостями як Tiga, Erol Alkan, Boys Noize, Justice, Riton, Mixhell, Daniele Baldelli, Hong Kong Dong, Das Pop, Goose, and Milk Inc.
2016 повернулися з новим шоу під назвою «Soulwax Transient Program For Drums And Machinery.» У якому було три нових барабанщиків (Вікторія Сміт, Блейк Давіс та Ігор Кавалера)

### As Heard on Radio Soulwax
Єдина офіційна збірка As Heard on Radio Soulwax Pt. 2 була випущена 2002 року і складалася з 45 треків на які брати Дюваль змогли отримати права. В оригіналі мало б бути 187 треків та отримали права на 114, 62 відхилено та 11 залишились невідомими. Всі інші неофіційні релізи (As Heard on Radio Soulwax Pt.1, 3 та аж до 11 являються насправді компіляціями шоу Radio Soulwax які вони робили на різних радіо у Бельгії, Великій Британії, та Німеччині.

### Фільми
2004 року Soulwax зкомпілювли саундтрек до Бельгійського фільму Steve + Sky. Та внесли треки інструментальні треки під прізвиськом «Kawazaki».
Зробили ремікс на пісню Rolling Stones «You Can't Always Get What You Want» яка була піснею під час титрів до фільму 21.
Записали весь саундтрек до фільму Бельгія, підписуючись іменами видуманих гуртів з фільму.

### Radio Soulwax
Soulwax запустили вебсайт під назвою Radio Soulwax, у якому грав постійний мікс протягом усього дня, включаючи 24 годинні мікси з візуалами схожими на ті що 2manydjs використовує у своїх концертах. Ці «години RSWX» доступні на платформі Vimeo.

### Soulwax FM
Soulwax доклалися і до саундтреку гри Grand Theft Auto V. Вони створили плейлист для радіо названу на їхню честь Soulwax FM. Спеціально для нього вони, а також інші виконавці (Gesaffelstein, Boys Noize) створили декілька реміксів спеціально для радіо.

## Дискографія

### Альбоми

#### Студійні альбоми
- Leave the Story Untold (1996)
- Much Against Everyone's Advice (1998)
- Any Minute Now (2004)
- Nite Versions (2005)
- From Deewee (2017)
- Essential (2018)

#### Альбоми компіляцій
- This Is Radio Soulwax (2006)
- Most of the remixes… (2007)

#### Саундтреки
- Steve + Sky (2004)
- Belgica (2016)

#### Неофіційні альбоми
- Most of the Other Remix

### Ремікси
- dEUS — «Everybody's Weird»
- Einstürzende Neubauten — «Stella Maris»
- Kolk — «Uma»
- Tahiti 80 — «Heartbeat»
- Zita Swoon — «My Bond With You And Your Planet: Disco!»
- Muse — «Muscle Museum»
- Miss Kittin — «Requiem for a Hit (2 Many DJs Remix)»
- Lords of Acid — «I Sit on Acid 2000»
- Sugababes — «Round Round»
- Arthur Argent — «Hold Your Head Up»
- Chaka Khan — «I Feel You»
- Whitey — «Leave Them All Behind»
- Kylie Minogue — «Can't Get You Out of My Head»
- Ladytron — «Seventeen»
- Playgroup — «Make It Happen»
- DJ Shadow — «Six Days»
- David Bowie — «Rebel Rebel»
- Felix Da Housecat — «Rocket Ride»
- LCD Soundsystem — «Daft Punk Is Playing at My House»
- Daft Punk — «Robot Rock»
- Gorillaz — «Dare»
- The Gossip — «Standing in the Way of Control»
- Robbie Williams — «Lovelight»
- Klaxons — «Gravity's Rainbow»
- Justice — «Phantom Pt. II»
- LCD Soundsystem — «Get Innocuous»
- Hot Chip — «Ready for the Floor»
- Human Resource vs 808 State — «Dominator»
- West Phillips — «(I'm Just A Sucker) For a Pretty Face»
- Rolling Stones — «You Can't Always Get What You Want»
- Walter Murphy & The Big Apple Band — «A Fifth of Beethoven»
- The Chemical Brothers — «Hey Boy Hey Girl»
- Tiga — «Mind Dimension 2»
- MGMT — «Kids»
- Dizzee Rascal — «Bonkers»
- Paul Chambers — «Yeah, Techno!»
- LCD Soundsystem — «You Wanted A Hit»
- Late Of The Pier — «Best In The Class»
- Goose — «Synrise»
- Joe Goddard — «Gabriel»
- Arcade Fire − «Sprawl II: (Mountains Beyond Mountains)»
- Pulp — «After You»
- Ego Troopers — «Her Pool Party»
- Metronomy − «Love Letters»
- Jungle − «Julia»
- Tame Impala − «Let It Happen»
- Hot Chip — «Huarache Lights»
- Warpaint — «New Song»
- Shock Machine — «Open Up The Sky»
- Robyn — «Ever Again»

- Mixhell & Joe Goddard — «Crocodile Boots»
- Jagwar Ma — «Slipping»
- The Peppers — «Hot Caramel»
- Palmbomen — «Stock» (GTA V)
- Charlotte Gainsbourg — «Deadly Valentine»
- De Staat — KITTY KITTY
- Marie Davidson — «Work It»
- Warmduscher — Midnight Dipper